# 竹岡陽一

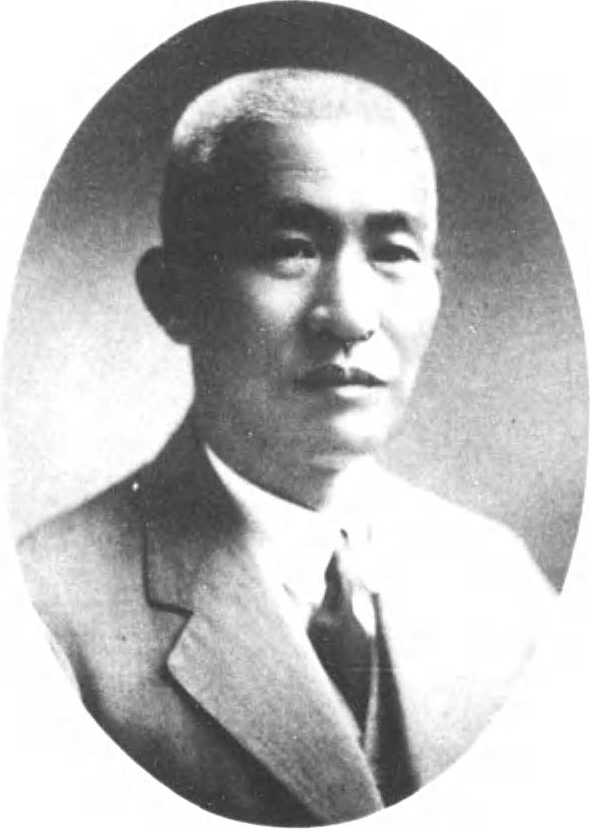
竹岡陽一

竹岡 陽一（たけおか よういち、1876年（明治9年）8月13日 - 1966年（昭和41年）11月24日）は、大正から昭和にかけて活動した日本の実業家。戦前期の大手電力会社東邦電力の第3代社長を務め、戦後は四国電力初代会長となった。大分県出身。

## 経歴

### 九州時代
竹岡陽一は1876年8月13日、大分県・竹岡茂平の次男として生まれた。兄は大分県会議員や中津市長を務めた竹岡吉太郎。妹のカヅは松永安左エ門に嫁いでおり、松永は義弟にあたる（ただし松永の方が1875年生まれであり年長）。1902年（明治35年）、東京専門学校邦語政治科を卒業した。
実業界における経歴は義弟の松永とほとんど一緒であり、長年松永の補佐役であった。1909年（明治42年）、福岡市の路面電車会社福博電気軌道（専務に松永）の設立に参加。1911年（明治44年）、市内の電力会社博多電灯と福博電気軌道が合併した博多電灯軌道にて会計部長に就任し、翌年同社と九州電気が合併して発足した九州電灯鉄道では経理部門を担当した。
1914年（大正3年）6月、山口県下関市の電力会社馬関電灯の専務取締役に就任し、1916年（大正5年）5月に九州電灯鉄道と合併するまで務める。引き続き下関支店長を務めた後、1917年（大正6年）に本社に転じて副支配人に就任した。当時の九州電灯鉄道の幹部は、社長伊丹弥太郎、常務取締役松永安左エ門・田中徳次郎、支配人桜木亮三といった顔ぶれであった。

### 東邦電力時代
1921年（大正10年）12月、九州電灯鉄道の役員のうち伊丹と松永は、福澤桃介が経営していた名古屋市の電力会社関西電気（旧・名古屋電灯）の役員にも就任し、それぞれ社長・副社長となった。翌1922年（大正11年）5月、この関西電気と九州電灯鉄道の合併が成立。6月に関西電気が社名を変更したことで、資本金1億円超の大手電力会社東邦電力株式会社が発足した。社名変更と同時に役員の増員が行われており、九州電灯鉄道から田中徳次郎が専務取締役、竹岡と桜木亮三が常務取締役に追加されている。東邦電力では常務兼経理部長を務める。
1929年（昭和4年）12月、職制変更で庶務部・経理部が統合され総務部となると竹岡は総務部長に就任。1937年（昭和12年）4月、合同電気合併に伴う職制改革では経理部長兼調査部長に回った。同年11月、常務から専務取締役に昇格する。さらに1939年（昭和14年）5月専務兼副社長となり、社長の松永安左エ門、同じく専務兼副社長の海東要造とともに代表取締役に選出された。
1940年（昭和15年）11月13日、竹岡は東邦電力第3代社長に就任した。当時強化されつつあった電力国家管理政策に対し反対の意見を貫いていた松永が1928年（昭和3年）以来その任にあった社長を退任、会長に退いたことに伴うものである。しかし社長就任半年後の1941年（昭和16年）5月、先に決定していた第2次電力国家管理（1939年の第1次国家管理に続き、全国の主要電力設備を国策会社日本発送電へ出資させる）に続いて配電事業も国策配電会社に統合するという方針が打ち出される。1942年（昭和17年）4月1日、これらの実行とともに東邦電力は解散し、最後まで社長を務めた竹岡は解散後の代表清算人となった。また1941年5月から務めていた日本発送電の監事からも4月7日に退いた。

### 四国電力初代会長
太平洋戦争後は郷里の中津で隠棲していたが、1951年（昭和26年）5月1日、電気事業再編成で発足した四国電力の初代会長に就任した。在任期間は1年間のみで1952年（昭和27年）5月に相談役となっている。
電気事業再編成を主導した松永によると、四国電力では高知県出身の宮川竹馬（元東邦電力専務）が初代社長となったが、宮川は気の荒いところがあるので先輩にあたり温厚な性格の竹岡を会長につけた、という。また三宅晴輝によると、竹岡の選任は松永の私的人事の最たるものという批判を招いたが、松永と人事で対立する日本発送電総裁小坂順造と竹岡が親しい間柄であるため、小坂の了解を得られる人物を選んだ結果だという。
1959年（昭和34年）10月28日、電気事業功労者として藍綬褒章受章。1966年（昭和41年）11月24日死去、90歳没。

## 主な役職
- 東邦電力株式会社役員：
  - 常務取締役：1922年6月 - 1937年11月
  - 専務取締役：1937年11月 - 1939年5月
  - 専務取締役副社長：1939年5月 - 1940年11月
  - 代表取締役社長：1940年11月 - 1942年4月
- 日本発送電株式会社監事：1941年5月 - 1942年4月
- 四国電力株式会社取締役会長：1951年5月 - 1952年5月